# Karol Cariola
Karol Aída Cariola Oliva (Santiago, 1 de abril de 1987) es una matrona y política chilena, militante del Partido Comunista de Chile (PCCh). Actualmente se desempeña como diputada de la República, representando al distrito n° 9 de la Región Metropolitana de Santiago. Fue reelecta con la primera mayoría nacional en las elecciones legislativas de 2021.
A los 16 años asumió como vocera de las estudiantes del Liceo Tajamar, en esa misma época comenzó a militar en las Juventudes Comunistas (JJCC) y en 2007 ingresó a su Comité Central. Fue presidenta designada de la Federación de Estudiantes de la Universidad de Concepción (FEC) entre 2009 y 2010, debido a la renuncia del presidente de la Federación estudiantil, el militante de Renovación Nacional, Francisco Rodríguez. Debido a esto, Cariola se convirtió en presidenta designada ya que ella había quedado segunda en las elecciones estudiantiles. En 2009, fue una de las voceras nacionales de la Confederación Nacional de Estudiantes de Chile (CONFECH). Entre 2010 y 2011 fue la «encargada nacional» del área estudiantil de las Juventudes Comunistas (JJCC), y desde 2011 hasta el 2017 fue la secretaria general de la organización, siendo la segunda mujer en ocupar este cargo, después de Gladys Marín en 1965.
Cariola fue una de las principales figuras de las movilizaciones estudiantiles de 2011.
En las elecciones parlamentarias de 2013 es elegida como diputada, con la primera mayoría distrital, por el entonces distrito n° 19 (correspondiente a la comuna de Recoleta e Independencia), para el periodo legislativo 2014-2018. En las elecciones parlamentarias de 2017 fue electa como diputada, nuevamente con la primera mayoría distrital, esta vez en representación del nuevo distrito n° 9, para el periodo 2018-2022. En las elecciones parlamentarias de 2021 es reelecta como diputada por el distrito n° 9, para el periodo 2022-2026.
El 15 de abril de 2024 fue elegida presidenta de la Cámara de Diputadas y Diputados, convirtiéndose en la primera militante del Partido Comunista de Chile en presidir una de las 2 cámaras del Congreso Nacional. El 17 de marzo de 2025 anunció su renuncia a la presidencia de la Cámara Baja, la cual fue aceptada por unanimidad el 24 de marzo.De manera subrogante, la Presidencia la asumió el vicepresidente Gaspar Rivas.

## Biografía

### Primeros años
Nació el 1 de abril en 1987 en Santiago de Chile, hija del contador Richard Hernán Cariola Carrasco (fallecido en 2016) y Eduviges del Carmen Oliva Sepúlveda. Entre 2013 y 2019 estuvo emparejada con el periodista Freddy Stock.
Realizó enseñanza básica y media en el Liceo Tajamar de Providencia. Fue allí cuando a los trece años ingresó a las Juventudes Comunistas de Chile, donde formó la primera organización juvenil comunista que existió en ese centro educativo. Continuó los estudios superiores en la Universidad de Concepción, en la carrera de obstetricia y puericultura; en diciembre de 2010 se tituló de matrona.
En el ámbito profesional, fue voluntaria en un hospital de la Zona Oriente de la Región Metropolitana y trabajó en la Clínica Dávila de la comuna de Recoleta.

### Dirigente estudiantil

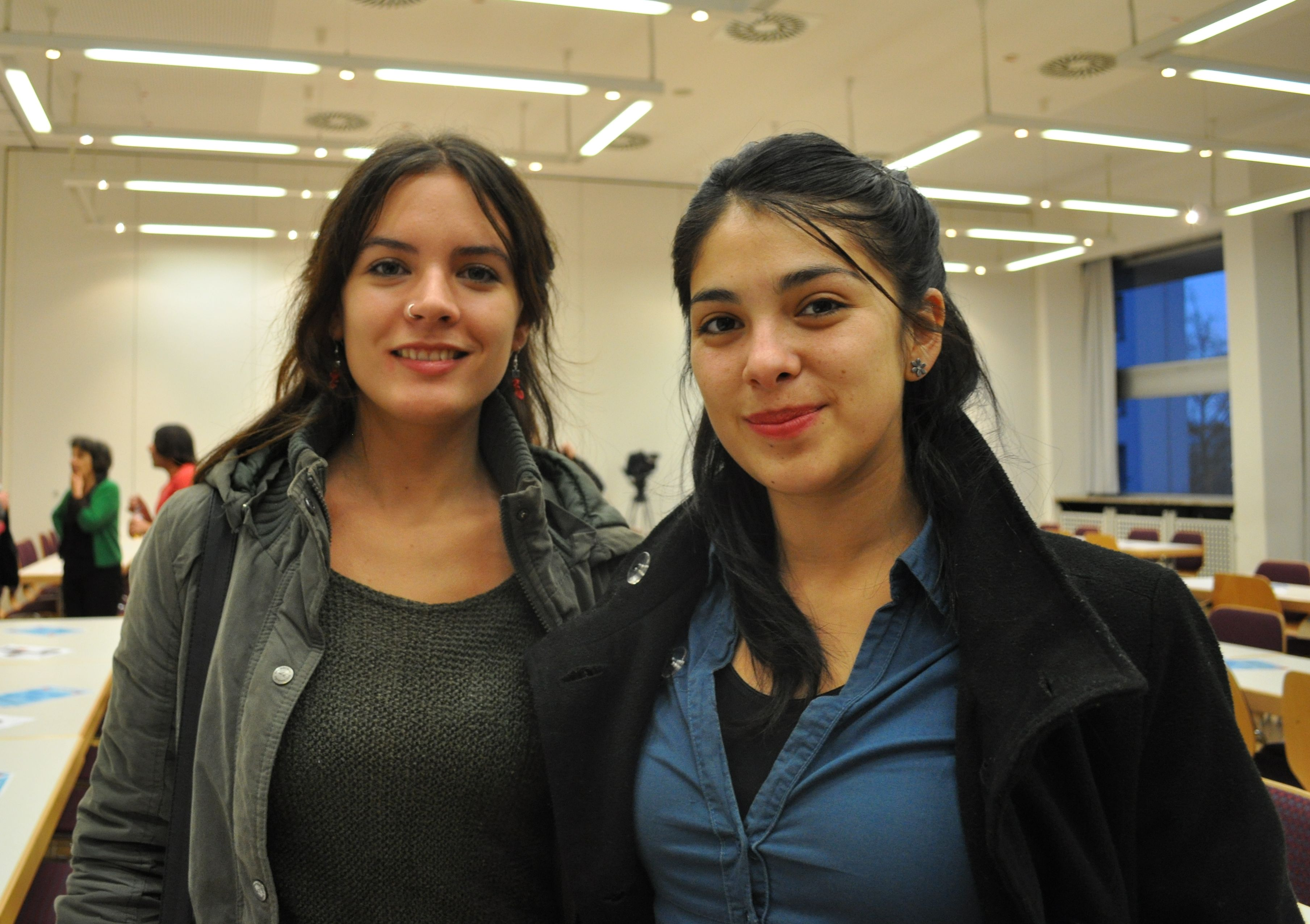
Cariola (derecha) junto a Camila Vallejo en una gira a Alemania en 2012.

Tras acceder a la universidad, se involucró rápidamente en la política universitaria, ingresando en la dirección de la organización de estudiantes comunistas de la Universidad de Concepción. En noviembre de 2006, fue candidata en las elecciones para elegir la dirección de la Federación de Estudiantes de la Universidad de Concepción (FEC), resultando elegida secretaria de Comunicación. Concurrió de nuevo en noviembre de 2008, obteniendo la votación individual más alta, aunque debido al mecanismo de elección, en el que primaban los votos del conjunto de las listas, obtuvo sólo la vicepresidencia. En junio de 2009, tras la renuncia del presidente de la FEC, Cariola asumió el cargo. En noviembre, se mantuvo en la presidencia tras ganar las elecciones, convirtiéndose en la primera mujer en obtener dicha responsabilidad.
En 2010, después del terremoto y tsunami del 27 de febrero, impulso junto a su par en ese entonces militante comunista y presidente de la Federación de Estudiantes de la Universidad de Chile (FECh) Julio Sarmiento, una coordinación nacional de voluntariados de reacción inmediata, utilizando la sede de la FECh como centro de operaciones. Cariola hizo una convocatoria abierta a los estudiantes de la Universidad de Concepción que se encontrarán en Santiago de vacaciones para constituir el primer equipo de voluntarios, para viajar a la región, llegando a ser más de 5000 voluntarios y voluntarias, fue destacado su rol como presidenta de la FEC, que se convirtió en el principal centro de acopio y coordinación de voluntariados de la octava región, epicentro de la catástrofe.[cita requerida]
Sin embargo, en noviembre de 2010 se produjo un quiebre dentro del congreso de la organización estudiantil que se había reunido para revisar sus estatutos; frente a esto se generaron dos posturas por lo que la mesa de Federación propuso un plebiscito, lo que fue rechazado por el Tribunal Calificador de Elecciones de la Federación de Estudiantes de la Universidad de Concepción.[cita requerida] Cariola presentó su renuncia días antes de su titulación como matrona, a fines de 2010, siendo reemplazada por Camilo Riffo, quien ejercía hasta el momento como vicepresidente.[cita requerida]

### Secretaria general de las Juventudes Comunistas de Chile

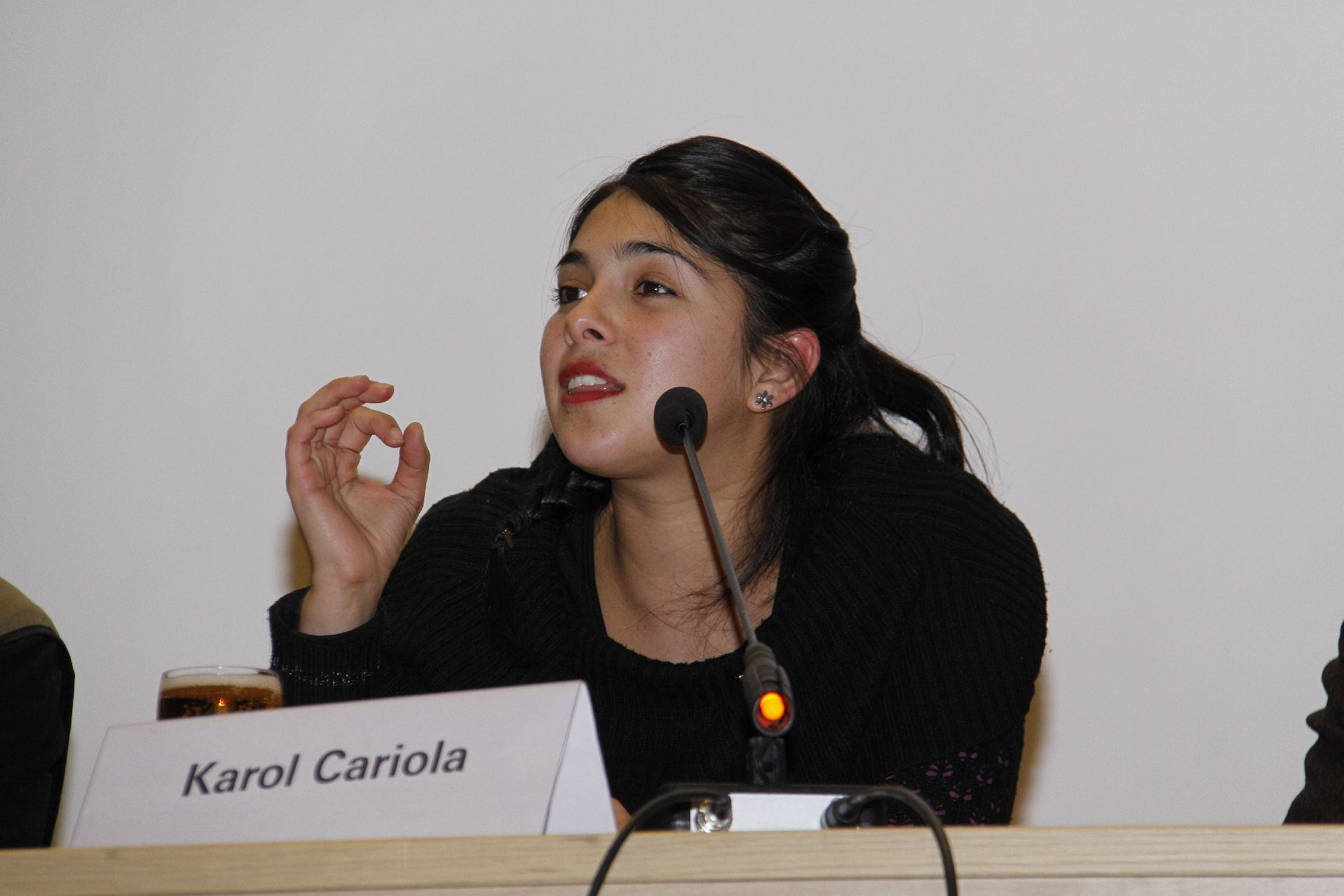
Karol Cariola en un acto organizado por la Fundación Rosa Luxemburgo en la Universidad Humboldt de Berlín el 8 de febrero de 2012, durante la gira europea de Camila Vallejo, Jorge Murúa y ella.

Ingresó en el Comité Central de las JJCC, ala juvenil del PC, en el XII Congreso de esta organización, en 2007. Desde 2010 fue la encargada estudiantil de dicho comité. El 2 de octubre de 2011, durante el XIII Congreso, desarrollado al alero de un agudo proceso de movilizaciones sociales en Chile, fue escogida como secretaria general de las JJCC, siendo la segunda mujer en la historia en ocupar dicho cargo, luego de Gladys Marín, quien posteriormente fue presidenta del Partido Comunista. De esas movilizaciones surgieron varias figuras políticas jóvenes, siendo Cariola, junto con Camila Vallejo y Camilo Ballesteros, considerada como la «renovación» del Partido Comunista.
Como secretaria general de las Juventudes Comunistas realizó varios viajes al extranjero. En enero y febrero de 2012, Cariola acompañó a Camila Vallejo y Jorge Murúa, dirigente de la Central Unitaria de Trabajadores (CUT), como parte de una delegación de activistas comunistas juveniles chilenos que visitó varias ciudades de Europa. La delegación llegó al Viejo Continente invitada por la DGB (Federación Alemana de Sindicatos) y la Fundación Rosa Luxemburgo, asociada a Die Linke. La delegación, encabezada por Camila Vallejo, se reunió en Ginebra con la Alta Comisionada de las Naciones Unidas para los Derechos Humanos, Navi Pillay, demandando la atención de la entidad respecto de un proyecto de ley que a su juicio podría haber criminalizado la protesta social y violar el derecho de reunión en Chile. En abril del mismo año, Cariola y Vallejo encabezaron una delegación de las Juventudes Comunistas de Chile que visitó Cuba durante cinco días para asistir a las celebraciones por el 50 aniversario de la Unión de Jóvenes Comunistas (UJC). En la isla, fueron recibidas, entre otros, por Fidel Castro. Ocupó el cargo de secretaria general hasta enero de 2017.

### Candidatura parlamentaria de 2013

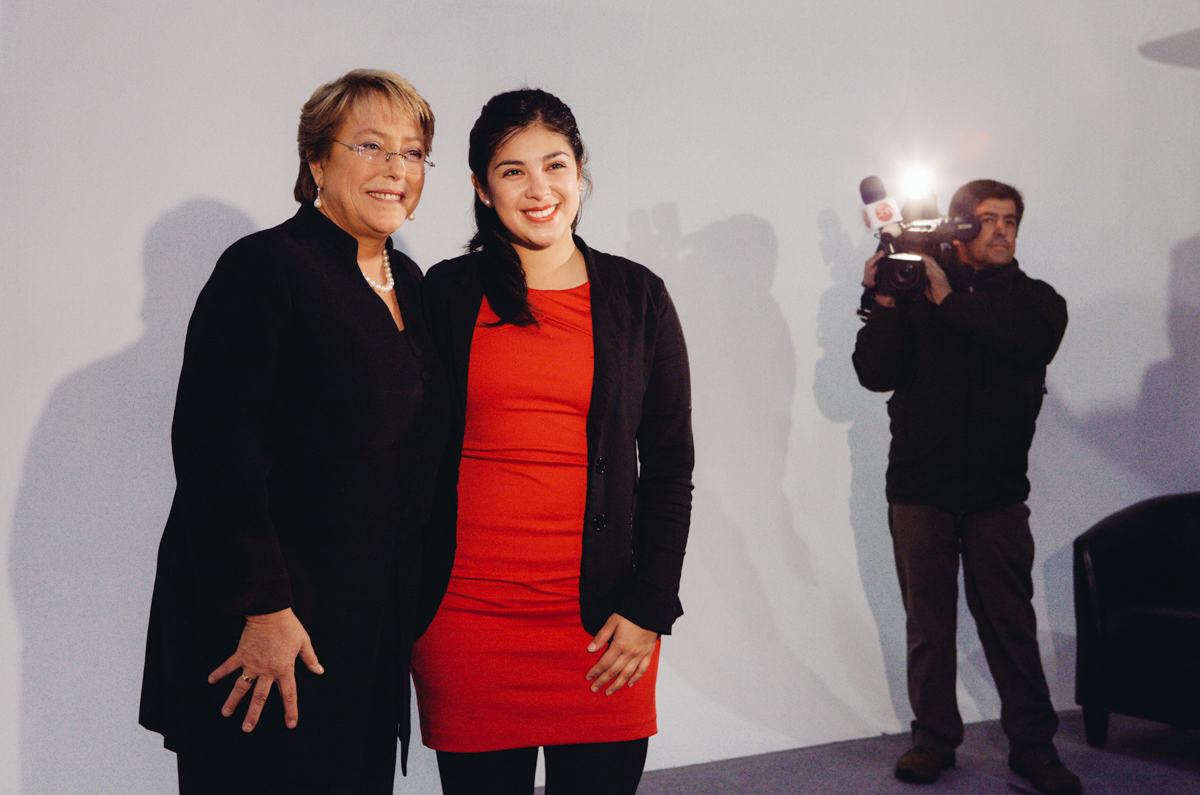
Cariola junto a Michelle Bachelet, en una sesión fotográfica de su campaña para las elecciones parlamentarias de 2013.

En el marco de las elecciones parlamentarias y presidencial de 2013, el Partido Comunista (PC) tomó la decisión de unirse al pacto Nueva Mayoría. Aunque fue una de los dirigentes comunistas más reticentes a apoyar a Michelle Bachelet, fue una de los tres candidatos a diputados propuestos por las Juventudes Comunistas de Chile y de esta forma fue presentada como una de las cartas juveniles que levantó el PC, como precandidata a las primarias de Nueva Mayoría por el distrito n° 19, que comprendió las comunas santiaguinas de Recoleta e Independencia. Originalmente la coalición había previsto realizar las primarias parlamentarias el 30 de junio, lo cual finalmente fue desechado porque los partidos no llegaron a un acuerdo respecto a los candidaturas. Sin embargo, luego de varias negociaciones se llegó a un acuerdo para realizar primarias parciales y totales abiertas en algunos distritos el 4 de agosto de 2013.
Al igual que otros siete precandidatos de la Nueva Mayoría, recibió el apoyo externo de Revolución Democrática, el movimiento con el exdirigente estudiantil Giorgio Jackson como timonel, ya que a su juicio, encarnarían una "agenda transformadora" en el Congreso (promoción de la educación pública, fin del sistema binominal, convocatoria de una asamblea constituyente, entre otras).
Las primarias del 4 de agosto contaron con la participación de 50 000 electores. En el distrito 19 las primarias fueron totales, enfrentándose los cuatro precandidatos con el objetivo de elegir a los dos nominados del pacto para las elecciones parlamentarias del 17 de noviembre. Las del distrito 19 fueron consideradas por Nueva Mayoría una de las primarias más importantes, debido a lo competitivo de los candidatos. Allí, obtuvo el 51,4% de los votos, imponiéndose claramente frente a los representantes de los otros partidos del pacto, siendo así nominada como candidata junto al postulante del PPD, Óscar Santelices Altamirano (quien obtuvo el segundo lugar con el 18,3%). A pesar de que el Partido Comunista no fue la colectividad del pacto que obtuvo más candidatos, su resultado fue descrito como "un triunfo" y considerado como "el principal ganador" de las primarias, en tanto que Cariola fue calificada también como una de las "ganadoras" de las primarias parlamentarias del 4 de agosto.
| Precandidato             | Partido | Votos | %    | Resultado |
| ------------------------ | ------- | ----- | ---- | --------- |
| Óscar Santelices         | PPD     | 1439  | 18,3 | Candidato |
| María Francisca Zaldívar | PDC     | 1206  | 15,3 |           |
| Francisco Díaz           | PS      | 1125  | 14,3 |           |
| Karol Cariola            | PCCh    | 4100  | 52,1 | Candidata |

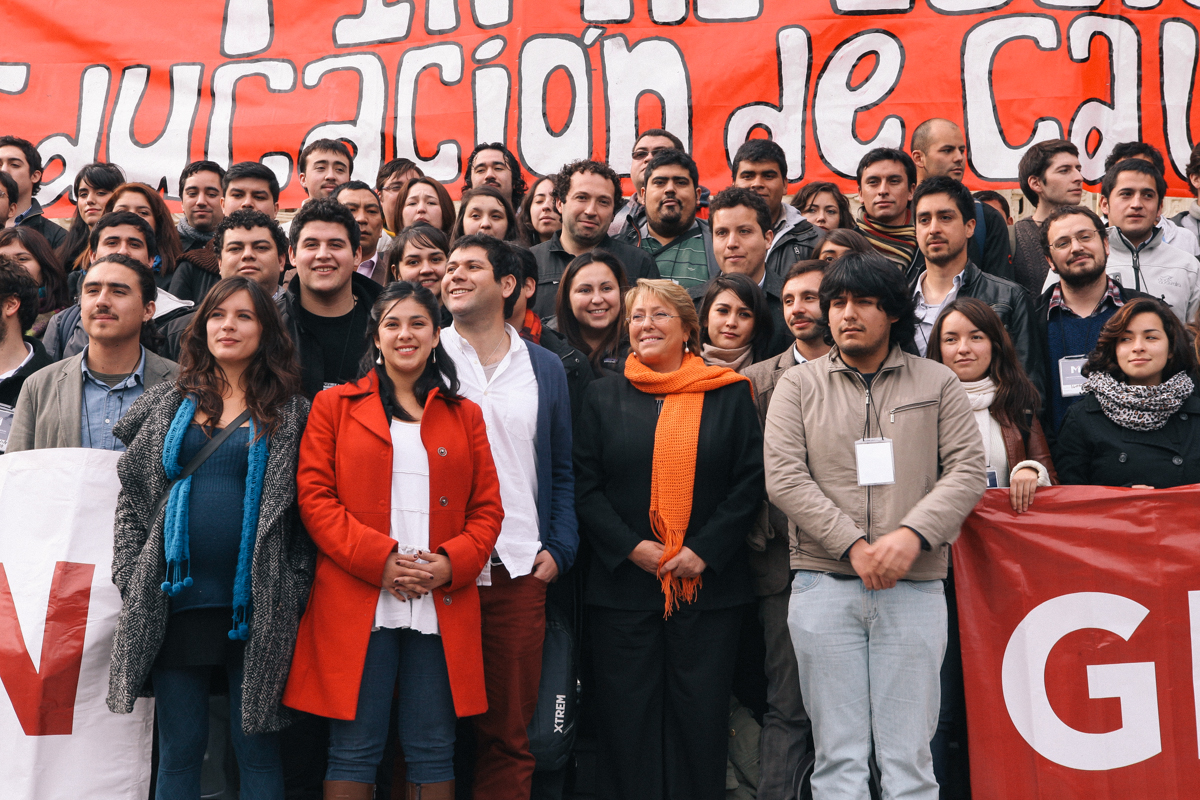
Encuentro de Michelle Bachelet con un centenar de exlíderes estudiantiles en el Museo de Arte Contemporáneo el 8 de agosto de 2013. A la derecha de Bachelet, Camilo Ballesteros, Karol Cariola y Camila Vallejo.

El 8 de agosto, junto con Camila Vallejo y Camilo Ballesteros, encabezaron una delegación de exdirigentes estudiantiles en apoyo de la candidatura de Michelle Bachelet a la presidencia. La relevancia dada por Bachelet a líderes juveniles como Cariola, Vallejo, Ballesteros o Jackson (incluso si su colectividad no forma parte de la Nueva Mayoría) ha sido interpretada como fruto de un apoyo por su parte al «recambio generacional».
En las elecciones parlamentarias del 17 de noviembre, resultó elegida diputada por el distrito n° 19 (periodo legislativo 2014-2018), imponiéndose ante los otros candidatos.

### Diputada de la República

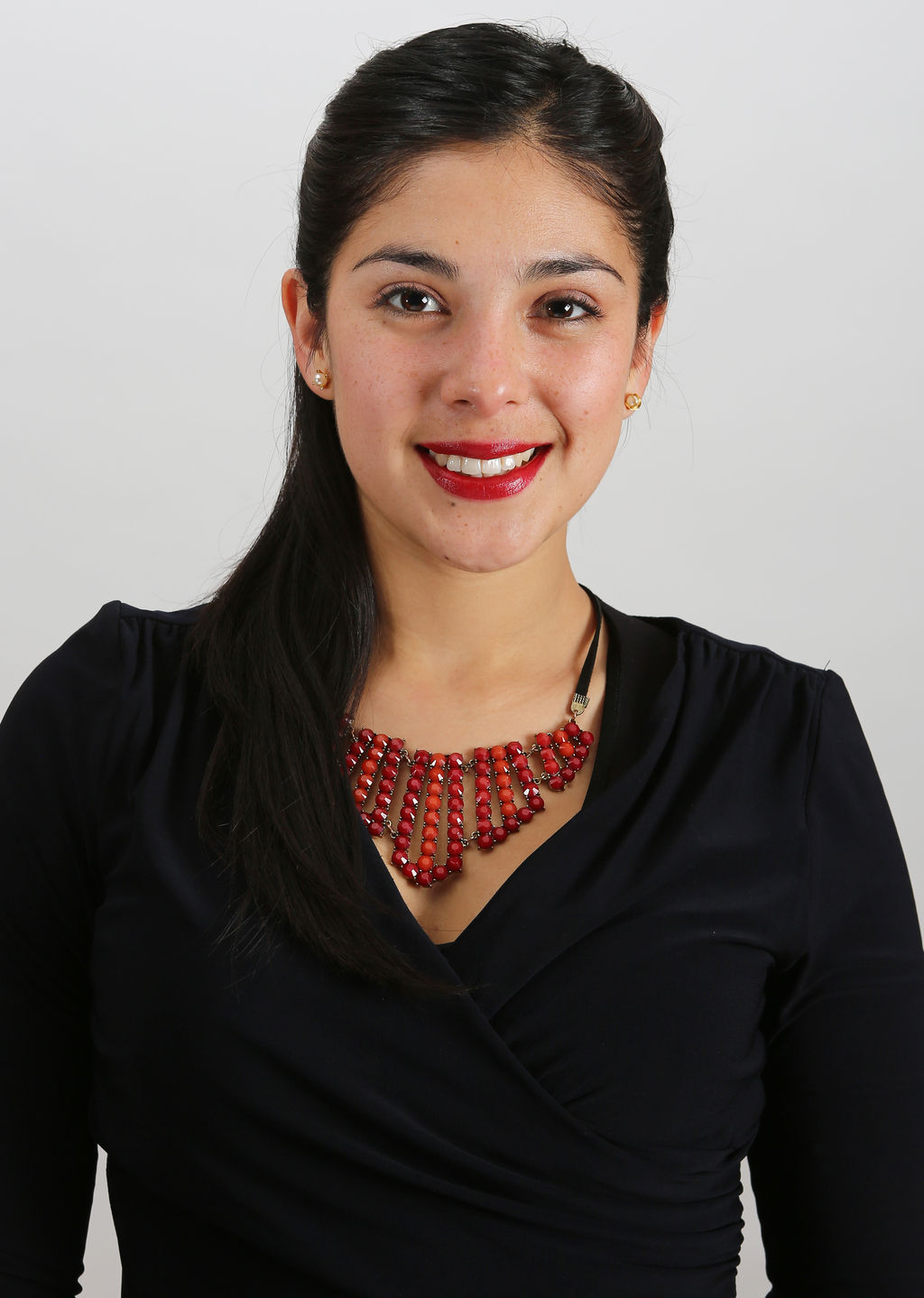
Fotografía oficial como diputada de la República en marzo de 2014.

Asumió como diputada por el entonces distrito n° 19 —en representación del Partido Comunista—, el 11 de marzo de 2014. En el periodo legislativo 2014-2018 integró las Comisiones Permanentes de Salud; Vivienda, Desarrollo Urbano y Bienes Nacionales; y Seguridad Ciudadana.
En las elecciones parlamentarias de noviembre de 2017 fue reelegida como diputada de la República, pero ahora por el recién creado distrito n° 9 de la Región Metropolitana de Santiago (que abarca las comunas de Recoleta, Independencia, Conchalí, Renca, Huechuraba, Cerro Navia, Quinta Normal y Lo Prado), dentro del pacto «La Fuerza de la Mayoría», por periodo 2018-2022, al obtener 50.446 votos, equivalentes al 14,98% del total de sufragios válidamente emitidos. Integró las comisiones permanentes de Familia; Salud; Régimen Interno y Administración.
Paralelamente, participó como integrante fundadora del Grupo de Puebla, foro político y académico integrado por representantes de la izquierda política iberoamericana, fundado en la ciudad de Puebla, México, el 12 de julio de 2019.
En las elecciones parlamentarias de 2021, celebradas el 21 de noviembre de ese mismo año, fue reelecta en el cargo con la primera mayoría a nivel nacional, superando los 77 mil votos (23,6%) en el distrito n° 9, por el periodo 2022-2026. Integra las Comisiones de Constitución, Salud y Emergencia, Desastres y Bomberos. El 15 de marzo de 2022 fue elegida presidenta de la Comisión de Constitución, Legislación, Justicia y Reglamento de la Cámara de Diputados, convirtiéndose en la primera mujer en desempeñar ese cargo. El 15 de abril de 2024 fue elegida presidenta de la cámara de diputados por 76 votos a favor contra 75 encontra.

## Posiciones políticas
En su rol como máxima dirigente de las Juventudes Comunistas, ha sido una de las principales voceras del Partido Comunista ante la prensa, respaldando sus posiciones políticas. También se ha manifestado a favor de la despenalización del aborto terapéutico, la legalización de la marihuana y el matrimonio entre personas del mismo sexo.

## Controversias

### Vínculo con elCaso Sierra Bella
El Caso Sierra Bella hace referencia a la fallida adquisición de la ex Clínica Sierra Bella por parte de la Municipalidad de Santiago, entonces liderada por la alcaldesa Irací Hassler (PC). La compra, pactada en $8.200 millones, tenía como objetivo establecer un centro de salud municipal, pero fue cuestionada debido a presuntos sobreprecios y posibles irregularidades en la tasación del inmueble.
En este contexto, el nombre de la diputada Karol Cariola apareció en un informe reservado de la Policía de Investigaciones (PDI), que reveló su participación en la idea de desarrollar una clínica municipal vinculada a la compra del inmueble. Según documentos publicados por Teletrece, Cariola sugirió a Hassler la creación de un centro enfocado en salud sexual y reproductiva, salud mental y dental, mencionando incluso la posibilidad de retomar el programa “Sonrisa de Mujer” de Michelle Bachelet.
Mensajes intercambiados el 24 de noviembre de 2022 entre ambas figuras del Partido Comunista muestran que la alcaldesa ya consideraba la compra de dos inmuebles para un proyecto de salud, uno de los cuales era la Clínica Sierra Bella. En la conversación, Hassler afirmó que el recinto tenía estándares incluso superiores a clínicas privadas de sectores acomodados como Las Condes. Por su parte, Cariola manifestó interés en participar activamente en el proyecto y enfatizó que debía estar “dirigido a mujeres pobres, no desde el feminismo”.
El 3 de marzo de 2025, la PDI concretó el allanamiento e incautación de un notebook y un teléfono celular en el domicilio de la diputada, por presunto tráfico de influencias.
A mediados de marzo, se harían públicas nuevas conversaciones entre Hassler y Cariola, entre lo conversado, señalarían que "este gobierno es lo peor que nos ha pasado" y se refieren a autoridades gubernamentales como "despiadados, soberbios, calculadores y deshonestos".
En el marco de estas conversaciones, la diputada Karol Cariola propuso a la entonces alcaldesa de Santiago, Irací Hassler, incorporar a miembros de su equipo a la Municipalidad de Santiago. Según Cariola, uno de los funcionarios mencionados había cerrado un ciclo en su rol, mostraba poca iniciativa propia, pero destacaba por su lealtad. Este asesor terminó siendo contratado en el municipio bajo la modalidad 'a contrata' en marzo de 2022, dos meses después de los diálogos, percibiendo un sueldo equivalente al doble de su remuneración previa como asesor. De acuerdo con los hallazgos de la PDI, un caso similar ocurrió con otros tres asesores de Cariola, quienes también fueron incorporados a la Municipalidad de Santiago como profesionales en los grados 8 y 9 bajo el mismo régimen de contratación.

## Historial electoral

### Elecciones parlamentarias de 2013
- Elecciones parlamentarias de 2013, candidata a diputada por el distrito 19 (Independencia y Recoleta) [57]

### Elecciones parlamentarias de 2017
- Elecciones parlamentarias de 2017, candidata a diputada por el distrito 9 (Cerro Navia, Conchalí, Huechuraba, Independencia, Lo Prado, Quinta Normal, Recoleta y Renca)[58]

### Elecciones parlamentarias de 2021
- Elecciones parlamentarias de 2021, candidata a diputada por el distrito 9 (Cerro Navia, Conchalí, Huechuraba, Independencia, Lo Prado, Quinta Normal, Recoleta y Renca)[59]